# Danbury (Connecticut)
Danbury je město v okresu Fairfield County ve státě Connecticut ve Spojených státech amerických. Nachází se asi 80 kilometrů severovýchodně od New Yorku. Je sedmým největším městem v Connecticutu a třetím největším městem v jeho západní části.  
K roku 2020 zde žilo 86 518 obyvatel. S celkovou rozlohou 114 km² byla hustota zalidnění 780 obyvatel na km². Město je někdy označováno jako „město klobouků“ (anglicky Hat City), neboť během a 19. a 20. století byla dominantním průmyslem ve městě výroba klobouků. Město nese název po městě Danbury v Essexu. Po Danbury v Connecticutu byl pak pojmenován minerál danburit. Ve městě se nachází Western Connecticut State University, Danbury Hospital, Danbury Fair Mall či Danbury Municipal Airport.  